# Berkach (Grabfeld)
Berkach ist ein Dorf im südlichen Landkreis Schmalkalden-Meiningen in Thüringen. Seit dem 1. Dezember 2007 ist die ehemals politisch selbständige Gemeinde ein Ortsteil der Gemeinde Grabfeld. Berkach liegt in einer Hochmulde an der Landesgrenze zwischen Thüringen und Bayern im Grabfeld.

## Geschichte
Erstmals wurde Berkach unter dem Namen Percuhis im Jahr 783 erwähnt. Der Ort war Lehen des Hochstifts Würzburg und unterstand der Gerichtsbarkeit der Zent Mellrichstadt. Der Ort gehörte zunächst zum hennebergischen, später sächsischen Amt Maßfeld. Im Ort hatten die Herren von Stein und von Bibra Besitzungen.
Aufgrund eines Rezesses vom Jahr 1670 war das Haus Sachsen für das Patronatsrecht und die geistliche Gerichtsbarkeit zuständig, die Zentgerichtsbarkeit aber gehörte zur Würzburgischen Zent Mellrichstadt. In Folge des „Schalkauer Tauschvertrags“ vom Jahr 1723 kam der Ort vom Amt Maßfeld im Herzogtum Sachsen-Meiningen an das Amt Behrungen des Herzogtums Sachsen-Hildburghausen.
Im Jahr 1808 einigten sich das Herzogtum Sachsen-Hildburghausen und das Großherzogtum Würzburg auf einen Übergang der Würzburger Lehen Berkach an Sachsen-Hildburghausen. 1826 kam Berkach mit dem Amt Behrungen an das Herzogtum Sachsen-Meiningen. Seit 1868 gehörte es zum Landkreis Meiningen.
Seit 1920 liegt Berkach im Freistaat Thüringen. Von 1949 bis 1989/90 lag der Ort im Sperrgebiet unmittelbar an der innerdeutschen Grenze; aus dieser Zeit hat sich an der Straße nach Sondheim (Lkr. Rhön-Grabfeld) ein Beobachtungsturm der Grenztruppen erhalten.

## Politik

### Ortsteilrat
Der frühere Gemeinderat Berkach setzte sich bis zur Eingemeindung aus sechs Ratsfrauen und Ratsherren zusammen.
- BSG/SV 2 Sitze
- BCC 2 Sitze
- JG Berkach 1 Sitz
- Senior 1 Sitz

(Stand: Kommunalwahl am 27. Juni 2004)
Der Ortsteilrat Berkach besteht seit der Eingemeindung aus fünf Ratsfrauen und Ratsherren.

### Ortsteilbürgermeister
Anja Köhler ist die ehrenamtliche Ortsteilbürgermeisterin des Ortsteils Berkach in der Gemeinde Grabfeld.

## Sehenswürdigkeiten
- Die Synagoge an der Mühlfelder Straße wurde 1991 neu geweiht als Stätte der Begegnung mit jüdischer Geschichte und Kultur.[6] Dazu gehört eine restaurierte Mikwe und der jüdische Friedhof oberhalb des Rothrasens mit 145 Grabsteinen.[7] Durch mehrfache und fortgesetzte Umnutzung, die nach Auflösung der jüdischen Gemeinde schon längere Zeit vor 1938 begann, haben Synagoge, Mikwe und jüdischer Friedhof die landesweiten nationalsozialistischen Zerstörungen und soger das Novemberpogrom in der baulichen Substanz unbeschadet überstanden. Im Jahre 1995 wurde eine Gedenktafel an die 40 emigrierten, deportierten und ermordeten jüdischen Mitbürger im Inneren angebracht.